# Serviço Social da Indústria (pallavolo maschile)
Il Serviço Social da Indústria è una società pallavolistica brasiliana, con sede a San Paolo: milita nel campionato brasiliano di Superliga Série A.

## Rosa 2024-2025
| N° | Nome                 | Ruolo | Data di nascita  | Nazionalità sportiva |
| -- | -------------------- | ----- | ---------------- | -------------------- |
| 1  | Matheus Bento        | P     | 16 luglio 2004   | Brasile              |
| 2  | Mateus Bender        | P     | 20 ottobre 2002  | Brasile              |
| 4  | Pedro Gonçalves      | S     | 7 gennaio 2004   | Brasile              |
| 5  | Victor Santos        | L     | 29 ottobre 2002  | Brasile              |
| 6  | Robert dos Anjos     | S     | 29 marzo 2002    | Brasile              |
| 7  | Thiery do Nascimento | C     | 2 giugno 2003    | Brasile              |
| 9  | Marcos Júnior        | O     | 11 novembre 2003 | Brasile              |
| 10 | Mateus Pássaro       | L     | 14 aprile 2005   | Brasile              |
| 11 | Thiago Veloso        | P     | 15 agosto 1993   | Brasile              |
| 12 | Guilherme Emina      | S     | 10 luglio 1994   | Brasile              |
| 13 | Lucas Barreto        | C     | 26 giugno 1997   | Brasile              |
| 14 | João Vitor Lima      | S     | 7 luglio 2003    | Brasile              |
| 15 | Douglas Pureza       | L     | 16 novembre 1996 | Brasile              |
| 16 | Éder Carbonera       | C     | 19 ottobre 1983  | Brasile              |
| 17 | Luiz Daniel          | S     | 13 luglio 2004   | Brasile              |
| 18 | Darlan de Souza      | O     | 24 giugno 2002   | Brasile              |
| 19 | Makollys Marti       | C     | 4 marzo 2003     | Brasile              |
| 20 | Lukas Bergmann       | S     | 25 marzo 2004    | Brasile              |

## Palmarès
- Campionato brasiliano: 2

2010-11, 2023-24
- Campionato Paulista: 4

2009, 2011, 2012, 2013
- Coppa San Paolo: 7

2009, 2010, 2011, 2012, 2016, 2017, 2018
- Supercoppa brasiliana: 1

2018
- Coppa Libertadores: 1

2020
- Campionato sudamericano per club: 1

2011